# Hans Julius Wolff (Rechtshistoriker)

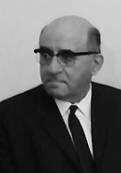
Hans Julius Wolff (1968)

Hans Julius Wolff (* 27. August 1902 in Berlin; † 23. August 1983 in Freiburg im Breisgau) war ein bedeutender deutscher Rechtshistoriker, der insbesondere das Recht des antiken Griechenlands erforschte.

## Leben
Wolff entstammte einer jüdischen Gelehrtenfamilie. Er studierte Alte Geschichte, Philologie und Rechtswissenschaft an den Universitäten Berlin und Rostock und arbeitete am Thesaurus Linguae Latinae mit. Nach der Promotion 1932 (Dissertation: Zur Stellung der Frau im klassischen römischen Dotalrecht) in Berlin war er kurz als kommissarischer Richter tätig, nach der Machtergreifung der Nationalsozialisten wurde er jedoch aus rassischen Gründen entlassen und konnte auch eine Universitätslaufbahn nicht fortsetzen. Vom 1. Oktober 1930 bis zum 30. November 1931 und vom 1. Mai 1933 bis zum 31. August 1935 arbeitete er für den Thesaurus Linguae Latinae in München. 1935 emigrierte er durch Vermittlung der Notgemeinschaft deutscher Wissenschaftler im Ausland nach Panama, wo er bis Ende der 1930er Jahre an der Nationalen Universität lehrte. 1939 wanderte er in die USA aus; dort absolvierte er ein ergänzendes Studium an den Universitäten in Tennessee und Michigan und lehrte ab 1945 an verschiedenen Universitäten im Mittleren Westen, seit 1950 an der Universität von Oklahoma. Nach der Rückkehr nach Deutschland 1952 lehrte Wolff Römisches Recht zunächst in Mainz und ab 1955 als ordentlicher Professor für Griechisches, Römisches und Bürgerliches Recht in Freiburg. Dort gründete er die Arbeitsstelle für altgriechisches Recht. Seine Forschungsschwerpunkte lagen auf dem antiken attischen Recht und auf dem aus griechischen Papyri in Ägypten ersichtlichen Recht der Ptolemäerzeit.
Akademisch beeinflusst war Wolff vornehmlich durch die Arbeiten von Ludwig Mitteis, mit dem er über Joseph Partsch und Ernst Rabel in Berührung kam. 1972 wurde er von der Universität Athen mit der Ehrendoktorwürde ausgezeichnet. 1974/75 war er Mitglied der School of Historical Science am Institute for Advanced Study in Princeton. Seit 1963 war er korrespondierendes Mitglied der Bayerischen Akademie der Wissenschaften und seit 1967 Mitglied der Heidelberger Akademie der Wissenschaften sowie der Göttinger Akademie der Wissenschaften.
Wolff konvertierte vom jüdischen zum protestantischen und später zum katholischen Glauben. Sein Nachlass liegt im Jüdischen Museum Frankfurt.

## Schriften (Auswahl)
- Zur Stellung der Frau im klassischen römischen Dotalrecht, Böhlau, Weimar 1933 (Dissertation).
- Marriage law and family organization in ancient Athens, 1944.
- The origin of judicial litigation among the Greeks, 1946.
- Roman Law. A historical Introduction, Oklahoma 1951 (Nachdruck 1976, ISBN 978-0-80611296-1).
- Das Justizwesen der Ptolemäer, Beck, München 1962 (= Münchener Beiträge zur Papyrusforschung und antiken Rechtsgeschichte, H. 44) [2. Auflage 1970, ISBN 3-406-00644-2].
- Beiträge zur Rechtsgeschichte Altgriechenlands und des hellenistisch-römischen Ägypten, 1961.
- Das Justizwesen der Ptolemäer, 1962, 2. Aufl. 1970.
- Die attische Paragraphe. Ein Beitrag zum Problem der Auflockerung archaischer Prozessformen, Böhlau, Weimar 1966 (= Graezistische Abhandlungen, Bd. 2).
- Demosthenes als Advokat. Funktionen und Methoden des Prozesspraktikers im klassischen Athen, de Gruyter, Berlin 1968 (= Schriftenreihe der Juristischen Gesellschaft e. V., Berlin, H. 30).
- Normenkontrolle und Gesetzesbegriff in der attischen Demokratie, 1970.
- Die Bedeutung der Epigraphik für die griechische Rechtsgeschichte, 1973.
- Das Recht der griechischen Papyri Ägyptens in der Ptolemäer- und der Prinzipatszeit. Bd. 2: Organisation und Kontrolle des privaten Rechtsverkehrs, Beck, München 1978, ISBN 3-406-05192-8 (= Handbuch der Altertumswissenschaft, Teil 5), ISBN 978-3406051920.